# L'important c'est la rose
L'important c'est la rose är en sång skriven av Louis Amade och Gilbert Bécaud, och inspelad av Gilbert Bécaud, utgiven 1967.

## Andra inspelningar
- 1967 : Tino Rossi (Columbia ESVF 1082)
- 1967 : Grethe & Jørgen Ingmann på danska som Bare Gi' Mig En Rose
- 1967 : Östen Warnerbring på svenska som Glöm ej bort det finns rosor
- 1967 : Amália Rodrigues (Columbia ESRF 1872)
- 1967 : Riccardo del Turco på italienska L'importante è la rosa
- 1967 : Helena Vondrácková på tjeckiska Ruže kvetou dál
- 1969 : Gilbert Bécaud på spanska som Lo importante es la rosa
- 1975 : Gilbert Bécaud på engelska som The Importance of Your Love
- 1978 : Hildegard Knef på tyska som Überall blühen Rosen
- 2010 : Vicky Leandros på tyska som  Doch ich seh all die Rosen

Östen Warnerbrings inspelning låg på Svensktoppen i åtta veckor under perioden 18 februari–21 april 1968, med andraplats som högsta placering. Warnerbring skrev den svenska texten.